# Povelič
Povelič (cyr. Повелич) – wieś w Bośni i Hercegowinie, w Republice Serbskiej, w gminie Srbac. W 2013 roku liczyła 982 mieszkańców.